# Hippolyte-Victor Collet-Descotils
Hippolyte-Victor Collet-Descotils (født 21. november 1773 i Caen, død 6. december 1815 i Paris) var en fransk kemiker. Han studerede ved École des Mines de Paris og var elev og ven af Louis-Nicolas Vauquelin.
Collet-Descotils er bedst kendt for at have bekræftet Vauquelins opdagelse af grundstoffet krom og for sin egen opdagelse af iridium i 1803.
Da Andrés Manuel del Río i 1806 havde opdaget et stof, som han kaldte erythronium, identificerede Collet-Descotils det fejlagtigt som en uren variant af krom. Dette medførte, at del Ríos ven Alexander von Humboldt afviste del Ríos opdagelse. Det samme grundstof blev genopdaget 30 år senere i Sverige og fik navnet vanadium.
Få måneder inden sin død i 1815 fik Collet-Descotils stillingen som leder af École des Mines de Paris og stod i spidsen for at flytte skolen til en ny bygning. Han ligger begravet på Père-Lachaise-kirkegårdens 10. afdeling.